# Mohamed Nassoh
Mohamed Nassoh (Eindhoven, 26 januari 2003) is een Marokkaans-Nederlands voetballer die doorgaans speelt als middenvelder. In juli 2025 verruilde hij Sparta Rotterdam voor NAC Breda.

## Clubcarrière
Nassoh speelde vanaf 2010 in de opleiding van PSV. Hier tekende hij in juli 2020 zijn eerste professionele contract. Nassoh maakte op 19 april 2021 zijn professionele debuut namens Jong PSV in de vierendertigste speelronde van de Eerste divisie in het seizoen 2020/21. Thuis tegen De Graafschap moest hij van coach Peter Uneken als reservespeler aan het duel beginnen. Zeven minuten voor tijd mocht hij Emmanuel Matuta aflossen. Door doelpunten van Jordy Tutuarima en Elmo Lieftink ging de wedstrijd met 0–2 verloren. In november werd zijn contract opengebroken en verlengd tot medio 2024. Zijn eerste professionele doelpunt maakte Nassoh op 10 december. Namens FC Volendam hadden Boy Deul, Robert Mühren en Ibrahim El Kadiri gescoord, waarna Johan Bakayoko en Nassoh de achterstand terugbrachten tot 3–2, waar het bij bleef.
In maart 2024 begon Nassoh aan de aftrap tegen Roda JC Kerkrade, waarmee hij zijn honderdste wedstrijd ging spelen voor Jong PSV. Met dit aantal werd hij recordhouder qua gespeelde wedstrijden voor dat team. Twee weken later maakte de middenvelder zijn vertrek uit Eindhoven bekend. Hij had een aflopend contract en kon zodoende transfervrij overstappen naar Sparta Rotterdam. Hier tekende hij een per de zomer ingaand contract tot medio 2028. In zijn eerste seizoen bij Sparta speelde Nassoh dertig competitieduels, waarvan zestien als invaller. Hij maakte twee doelpunten in de Eredivisie.
Na een jaar in Rotterdam maakte Nassoh de overstap naar NAC Breda, waar hij tekende voor vier seizoenen. De Brabantse club betaalde circa vierhonderdduizend euro voor zijn overgang.

## Clubstatistieken
| Seizoen | Club             | Competitie     | Competitie | Competitie | Beker | Beker | Internationaal | Internationaal | Totaal | Totaal |
| Seizoen | Club             | Competitie     | Wed.       | Dlp.       | Wed.  | Dlp.  | Wed.           | Dlp.           | Wed.   | Dlp.   |
| ------- | ---------------- | -------------- | ---------- | ---------- | ----- | ----- | -------------- | -------------- | ------ | ------ |
| 2020/21 | Jong PSV         | Eerste divisie | 4          | 0          | —     | —     | —              | —              | 4      | 0      |
| 2021/22 | Jong PSV         | Eerste divisie | 30         | 3          | —     | —     | —              | —              | 30     | 3      |
| 2022/23 | Jong PSV         | Eerste divisie | 35         | 6          | —     | —     | —              | —              | 35     | 6      |
| 2023/24 | Jong PSV         | Eerste divisie | 37         | 10         | —     | —     | —              | —              | 37     | 10     |
| 2024/25 | Sparta Rotterdam | Eredivisie     | 30         | 2          | 2     | 0     | —              | —              | 32     | 2      |
| 2025/26 | NAC Breda        | Eredivisie     | 2          | 0          | 0     | 0     | —              | —              | 2      | 0      |
| Totaal  | Totaal           | Totaal         | 138        | 21         | 2     | 0     | 0              | 0              | 140    | 21     |

Bijgewerkt op 20 augustus 2025.